# FRIDAY THE BIG MIX
FRIDAY THE BIG MIX（ふらいでー・ざ・びっぐ・みっくす）は、静岡県のFM放送局・静岡エフエム放送（K-MIX）がかつて放送していたラジオ番組である。

## 概要
10時03分から17時25分まで（1998年4月からは15時55までの枠に変更）の長丁場をワンマンスタイルでオンエア。パーソナリティがディレクション、ミキシングを兼ねる。

## パーソナリティ
- 伊藤浩司（ - 1999年3月）
- 鈴木秀明（1999年4月 - 2000年3月）

ピンチヒッターとして、安田信章が担当したことがある。

## タイムテーブル
（ - 1997年3月）
- 10:20頃 - ゆうちょ・EARTH WALK
- 10:40頃 - K-MIX NON-STOP AIR PLAY
- 11:00 - ディア・フレンズ（TOKYO FM制作）
- 11:30 - K-MIX NON-STOP AIR PLAY
- 12:00 - K-MIX HEADLINE NEWS、K-mix Traffic & Weather Information
- 12:08頃 - MIX HIGHNOON RELATION
- 13:00 - K-MIX NON-STOP AIR PLAY
- 13:30頃 - BLAND-NEW DISC SELECTION[要検証 – ノート]
- 14:00 - K-MIX HEADLINE NEWS、K-MIX Traffic & Weather Information
- 14:08頃 - FRIDAY RADIO MAGIC PART1
- 14:55 - デイリートーク（TOKYO FM制作）
- 15:00 - K-MIX HEADLINE NEWS、K-MIX Traffic & Weather Information
- 15:08頃 - FRIDAY RADIO MAGIC PART2
- 15:50頃 - K-MIX TRAVEL CUTS
- 16:00 - K-MIX HEADLINE NEWS、K-MIX Traffic & Weather Information
- 16:08頃 - JOY TO THE WORLD
- 16:25頃 - NEWS PACKAGE
- 16:55 - K-MIX Traffic & Weather Information
- 17:00 - AFTER5 CONECTION[要検証 – ノート]
- 17:22頃 - エンディング